# 燃烧的巴黎圣母院
《燃烧的巴黎圣母院》（法語：Notre-Dame brûle）是2022年上映的灾难片，以2019年巴黎圣母院大火为背景，讲述巴黎消防队救火的经历。影片由法国导演让-雅克·阿诺导演，法国百代電影公司、TF1集團与意大利弗里曼特爾公司联合制作，2022年3月16日由百代发行在法国发行，采用IMAX、杜比影院及标准制式，意大利则于2022年3月28日由Vision Distribution发行。

## 阵容
- 塞缪尔·拉巴特（英语：Samuel Labarthe） 饰 巴黎消防队指挥官让-马里·贡蒂尔（法语：Jean-Marie Gontier）将军
- 让-保罗·博德斯（法语：Jean-Paul Bordes） 饰 指挥官加莱将军（Gallet）
- 米凯尔·奇里尼安（法语：Mikaël Chirinian） 饰 劳伦特·普拉兹（Laurent Prades）
- 耶利米·拉赫尔特（法语：Jérémie Laheurte） 饰 一级准尉乔尔（Joël）
- 马克西米利安·塞韦林（Maximilien Seweryn）饰 军士长雷纳德（Reynald）[3]
- 迪米特里·斯托格（法语：Dimitri Storoge） 饰 上尉弗朗西斯（Francis）
- 泽维尔·马利（法语：Xavier Maly） 饰 蒙席查理（Charley）
- 克洛伊·朱安内（英语：Chloé Jouannet） 饰 下士玛丽安（Marianne）
- 皮埃尔·洛廷（法语：Pierre Lottin） 饰 中尉亚历山大（Alexandre）[4]
- 朱尔斯·萨多吉（法语：Jules Sadoughi） 饰 军士长乔丹（Jordan）
- 瓦西里·施耐德（Vassili Schneider）饰 下士桑德罗（Sandro）
- 艾娃·巴亚（Ava Baya）饰 工兵玛丽-夏娃（Marie-Eve）
- 内森·格鲁菲（Nathan Gruffy）饰 工兵维克多（Victor）
- 塞巴斯蒂安·拉兰（法语：Sébastien Lalanne） 饰 上尉马库斯（Marcus）
- 伯纳德·加贝（法语：Bernard Gabay） 饰 上校罗兰（Roland）
- 欧马尔·迪奥洛（Oumar Diolo）饰 穆梅（Moumet）[5]
- 安东尼塔桑·杰苏塔桑（英语：Antonythasan Jesuthasan） 饰 乔纳斯（Jonas）
- 克洛伊·舍瓦利埃（英语：Chloé Chevallier） 饰 克洛伊（Chloé）
- 埃洛迪·纳瓦拉（英语：Élodie Navarre） 饰 克洛伊的母亲
- 托尼·勒·巴克（法语：Tony Le Bacq） 饰 警察
- 米格尔·法基亚诺（法语：Miguel Facchiano） 饰 机动警察
- 帕斯卡尔·雷内里克（法语：Pascal Rénéric） 饰 巴黎圣母院馆长
- 安妮·伊达尔戈 饰 本人

## 制作

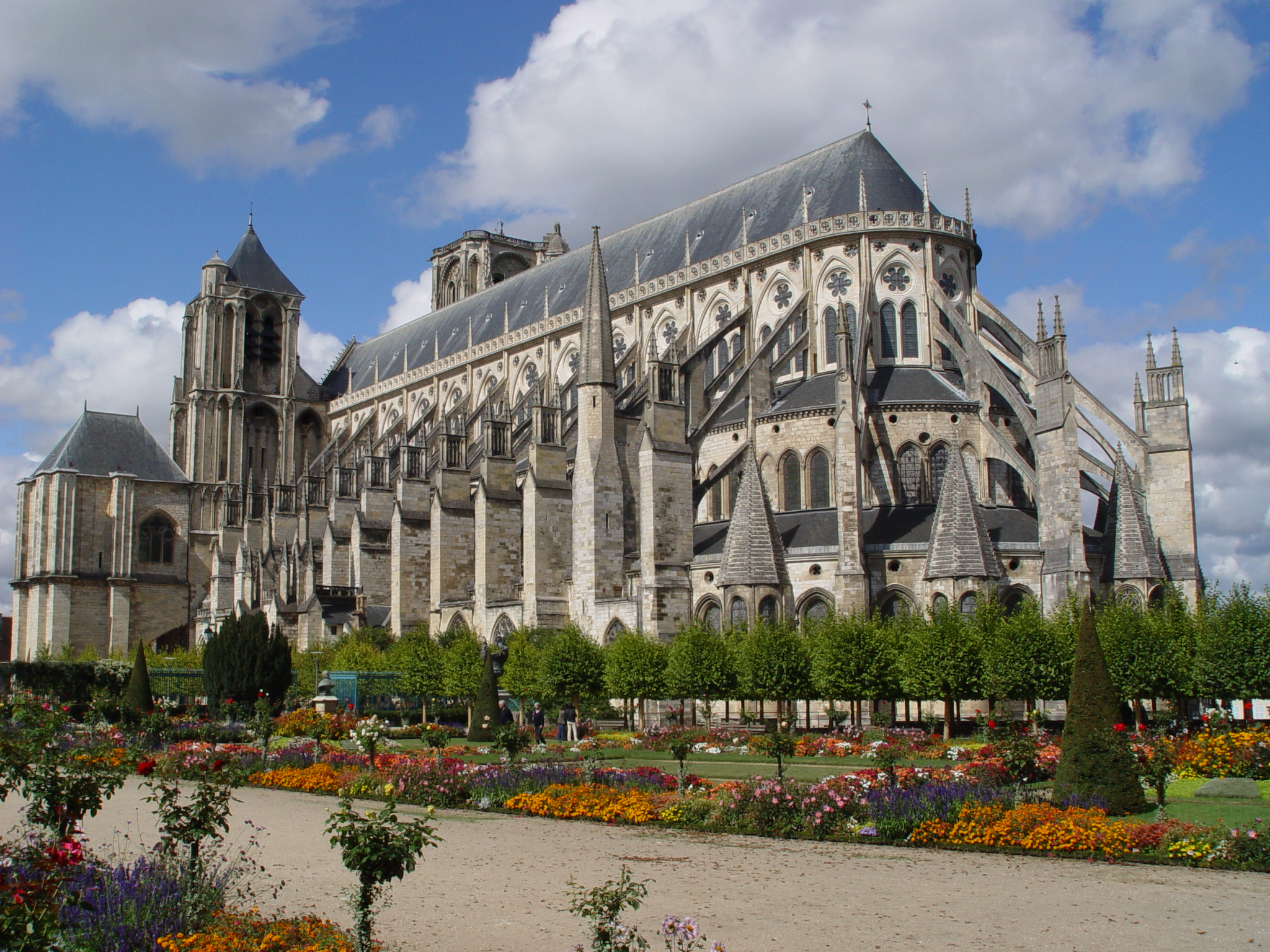
取景地布尔日主教座堂

早在2020年4月，导演让-雅克·阿诺就宣布以巴黎圣母院大火为题材拍摄电影。阿诺后来解释了自己的选择：“（这件事）很明显有强烈的电影感。抛开灾难及悲痛不说，就大火的规模及引申出的情感来看，（这场灾难）非常适合拿来拍电影。”最初计划的形式是纪录片。
摄制工作于2021年3月在布尔日主教座堂展开，这座教堂是片中巴黎圣母院的取景点；制作团队之后移师到电影城棚拍。同年4月中旬，团队来到凡尔赛凡尔赛-城堡-左岸站拍摄。团队也到巴黎圣母院拍摄教堂尖顶及其他局部。起火场景在13世纪的桑斯主教座堂拍摄，取景点包括前庭、楼内梯级及中殿。阿诺也调用了火灾当天的影像画面，包括车辆拥堵、民众给消防员唱歌打气、各国政府回应等。

## 发行
影片于2022年3月16日由百代電影公司在法国发行，3月28日由Vision Distribution在意大利发行，7月22日由华纳兄弟影业在英国发行。

## 奬項
| 年份 | 颁奖典礼             | 奖项       | 入圍者               | 结果 |
| ---- | -------------------- | ---------- | -------------------- | ---- |
| 2023 | 第36屆中國電影金雞獎 | 最佳外语片 | 《燃烧的巴黎圣母院》 | 獲獎 |